# Úskovo
Úskovo (en rus: Усково) és un poble de l'óblast de Sakhalín, a Rússia, el 2013 tenia 45 habitants. Pertany al districte municipal de Tímovskoie.